# Josef Moroder-Lusenberg
Josef Moroder (Ortisei, 28 maggio 1846 – Ortisei, 16 febbraio 1939) è stato un pittore e scultore austro-ungarico. Chiamato Lusenberger,  fu il capostipite di alcuni artisti della famiglia Moroder; può essere considerato il più importante pittore ladino

## Biografia

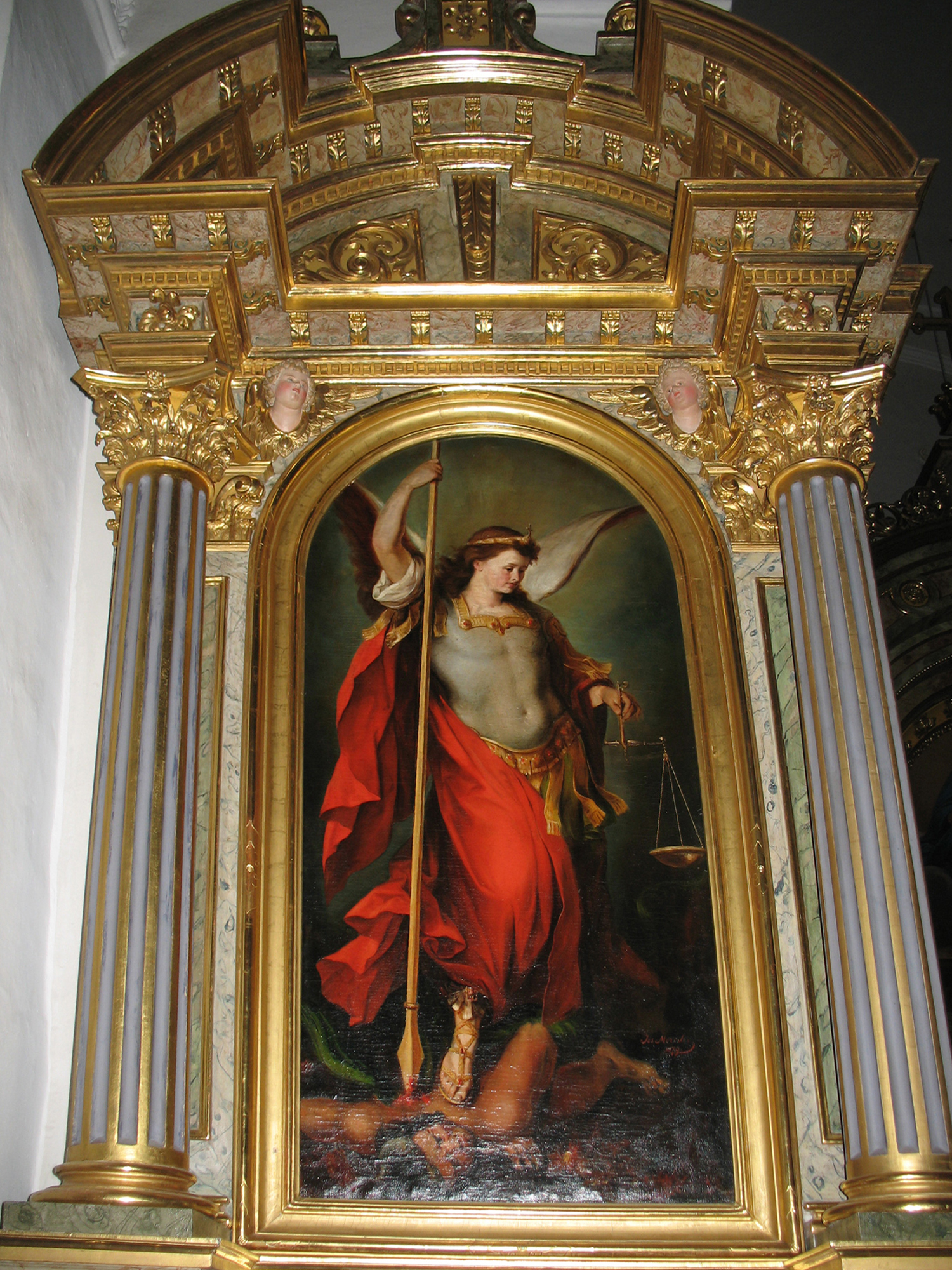
San Michele Arcangelo, pala d'altare nella chiesa di S. Antonio ad Ortisei

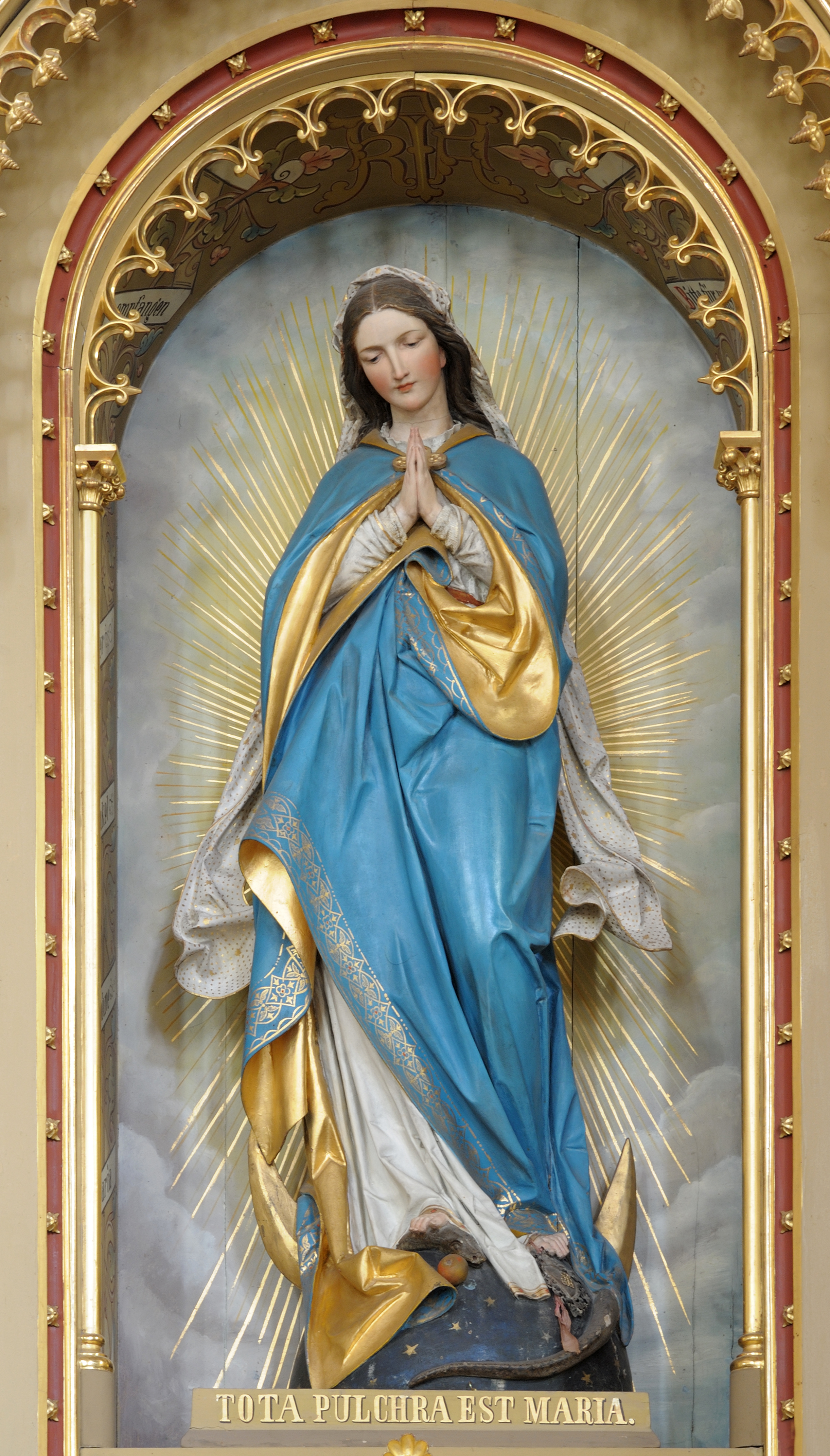
La Beata Vergine Maria, nella chiesa parrocchiale di Ortisei

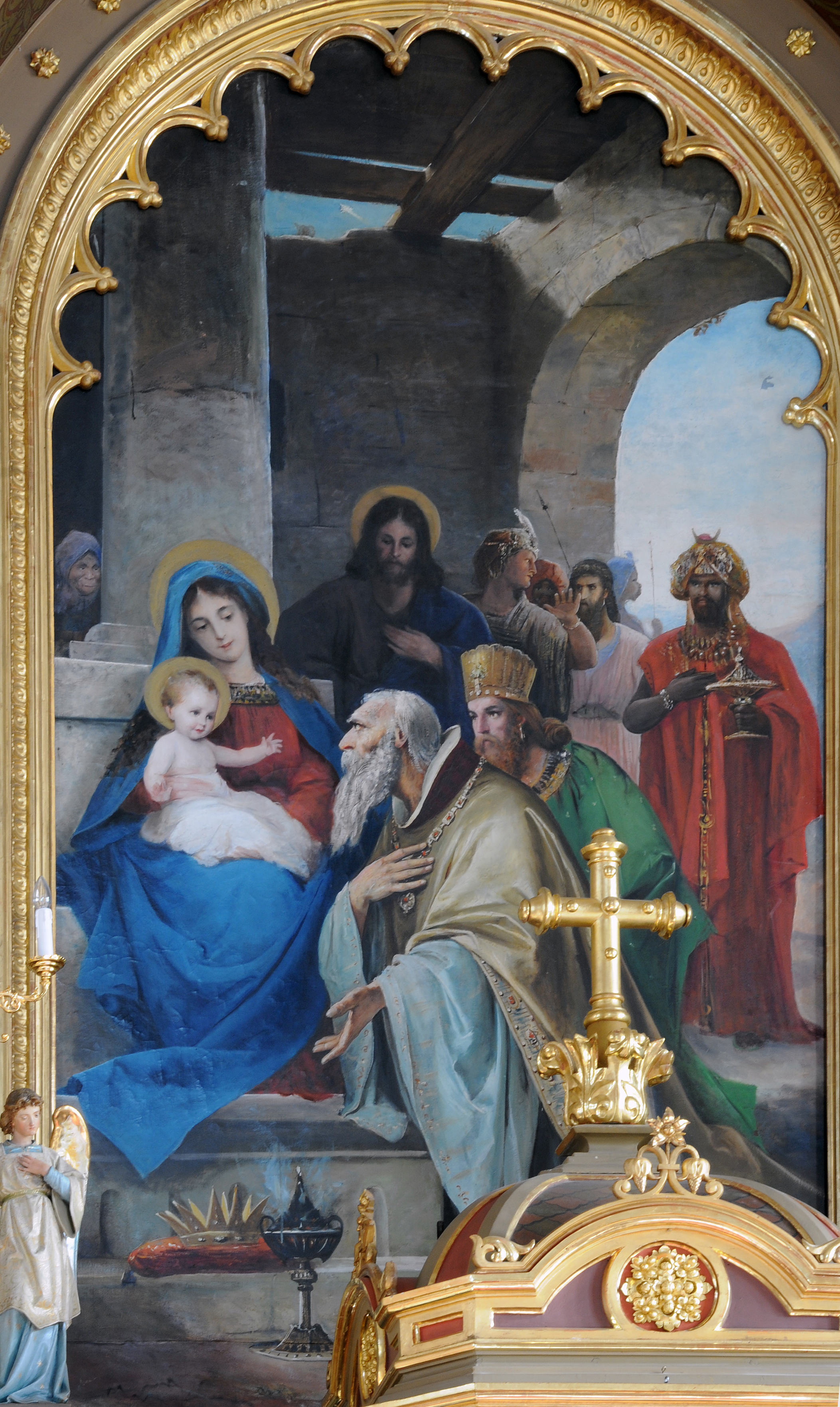
La pala dell'altare maggiore con i Re Magi nella chiesa parrocchiale di Ortisei

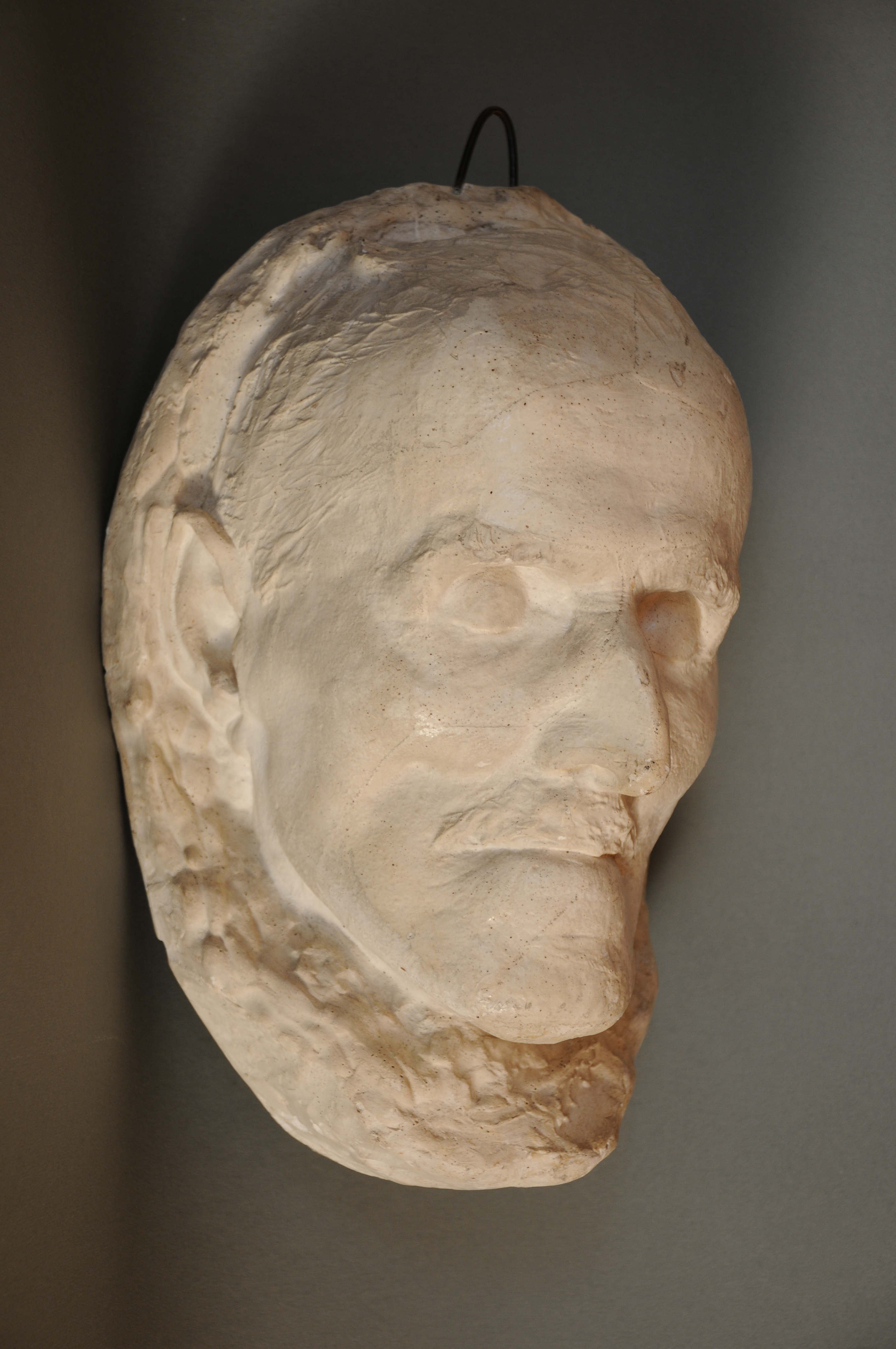
Maschera funebre del Lusenberger.

Era nato nel maso Scurcià, il quarto di otto figli di Vincenzo Moroder e Anna Maria Schmalzl. Suo padre morì quando aveva 8 anni. Presto dovette occuparsi dal maso Jumbierch che ereditò dallo zio, ricco commerciante di Ancona.
Ancora giovanissimo incominciò la scultura nel legno, ma dovette occuparsi anche del maso, delle coltivazioni e del bestiame.
Nel 1875, colpito da un quadro del Defregger esposto a Vienna, decise di diventare pittore e si trasferì a Monaco di Baviera all'età di trent'anni per imparare la pittura. Era già sposato la seconda volta, essendo la prima moglie, Annamaria Sanoner morta dopo il parto del quarto figlio. La seconda moglie Felizitas Unterplatzer, dalla quale ebbe altri 11 figli, lo sostenne molto nella sua educazione artistica, dovendo lei poi mantenere i numerosi figli con il maso e la sua attività di commerciante d'antichità.
Nell'Accademia di Monaco negli anni 1876 fino 1880 i suoi maestri furono Joseph Knabl, Ludwig von Löfftz e Feodor Dietz. Dal 1880 al 1884 fu discepolo di Franz von Defregger.
A Monaco di Baviera fu confrontato con le tendenze artistiche dell'epoca, rappresentate dai pittori di genere e seguaci dello storicismo quali Franz von Defregger, con l’Idealismo e il Realismo di Wilhelm Leibl due anni più vecchio di lui.
Il Moroder fu influenzato molto dal suo maestro Franz Defregger, con il quale legò una salda amicizia fatta di lunghe escursioni, viaggi nel Trentino ed incarichi avuti dallo stesso Defregger di copiare i suoi quadri storici.
Allievi della sua bottega furono i suoi figli, di cui è noto soprattutto Johann Baptist Moroder, e lo scultore Ludwig Moroder, che sposò la sua nipote Adele.
Insegnò per alcuni anni, alla fine dell'Ottocento, nella Scuola d'Arte di Ortisei elevandone notevolmente il livello.
Nel romanzo biografico del 1930 di Maria Veronika Rubatscher, una scrittrice nazional-popolare tirolese, è raccontata dettagliatamente la vita dell'artista ed è descritto accuratamente l'ambiente di vita della Val Gardena di allora. Tale romanzo fu tradotto anche in lingua ladina.

## Opere

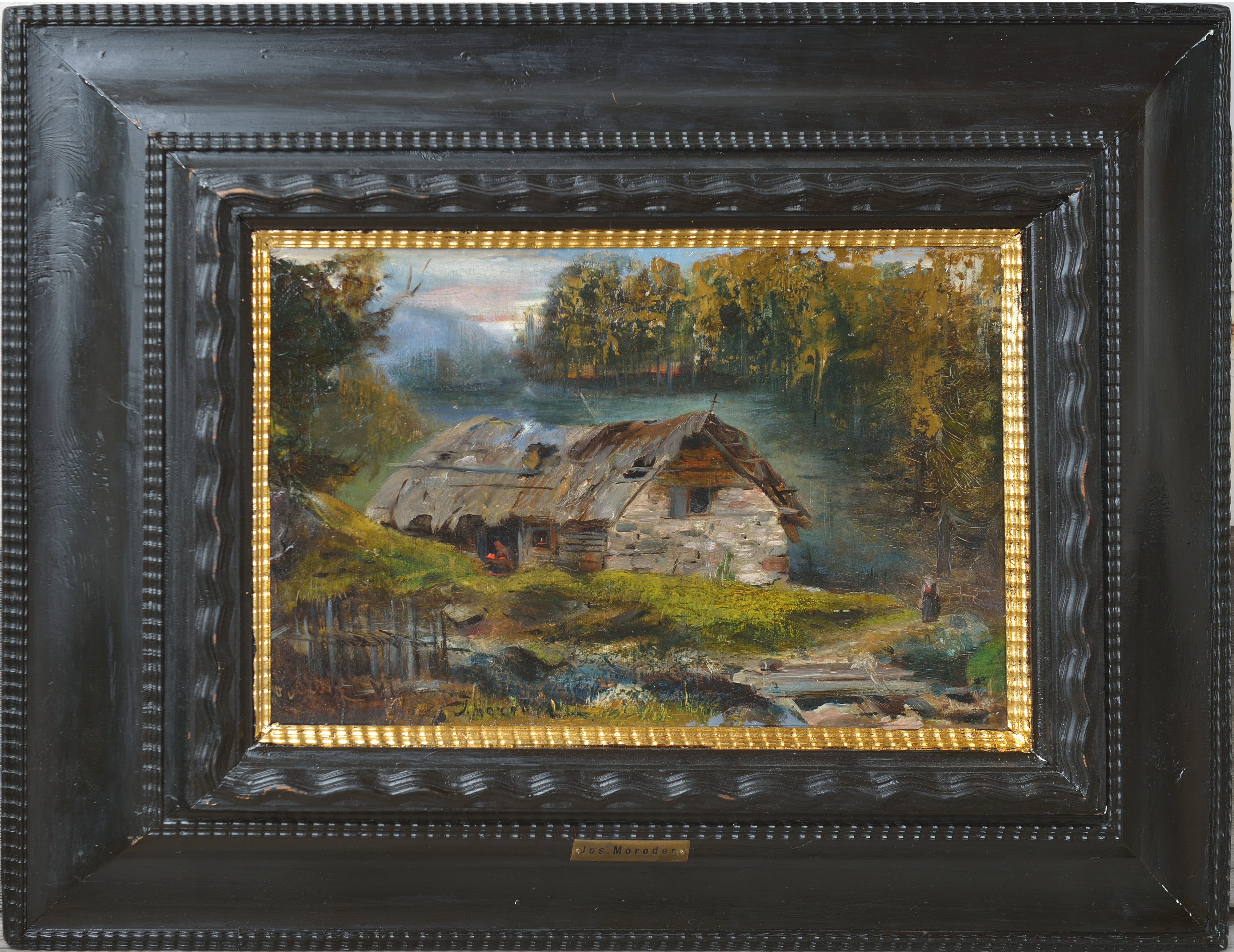
Baita in paesaggio fiabesco.
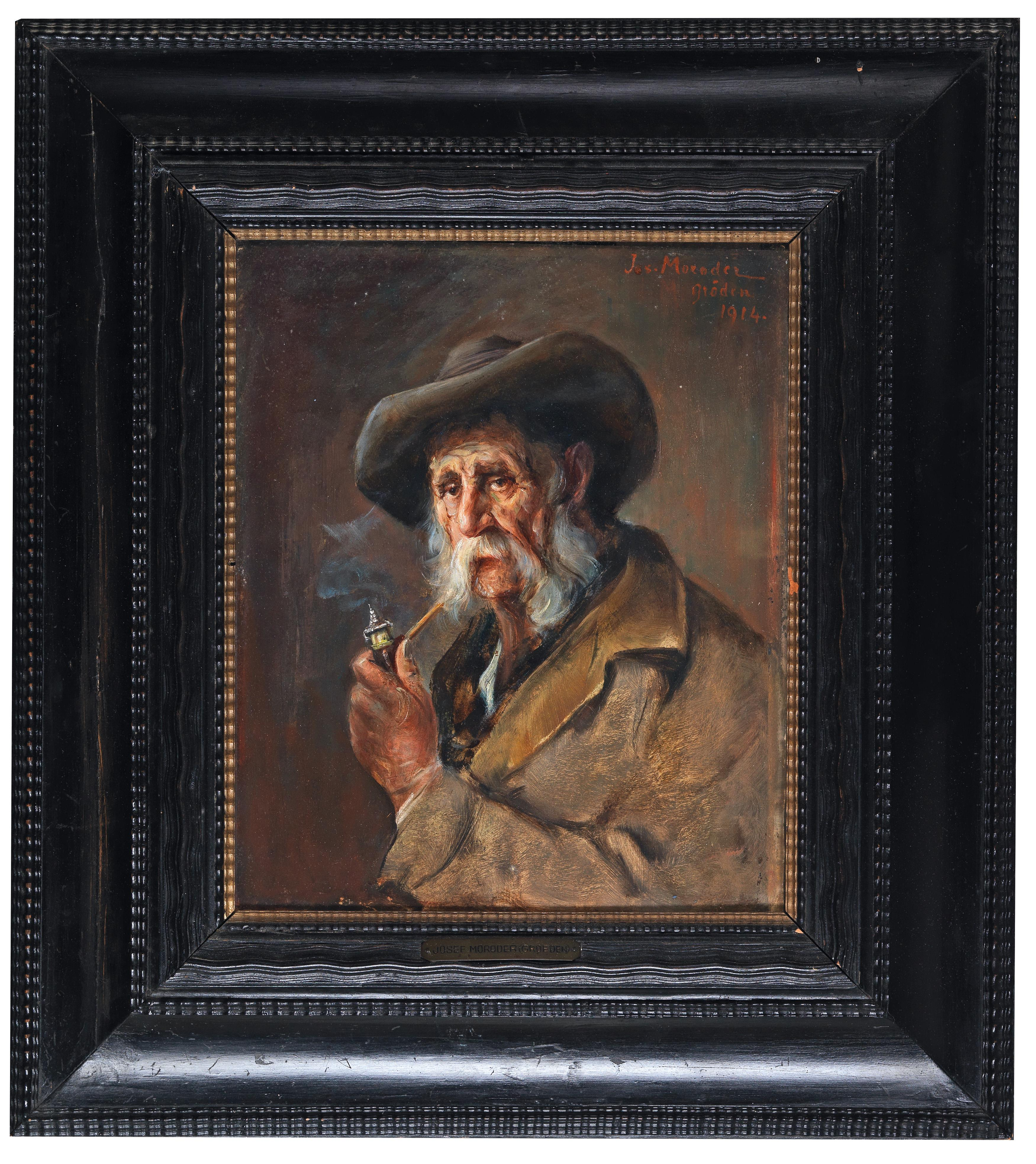
Ritratto di vecchio con pipa.
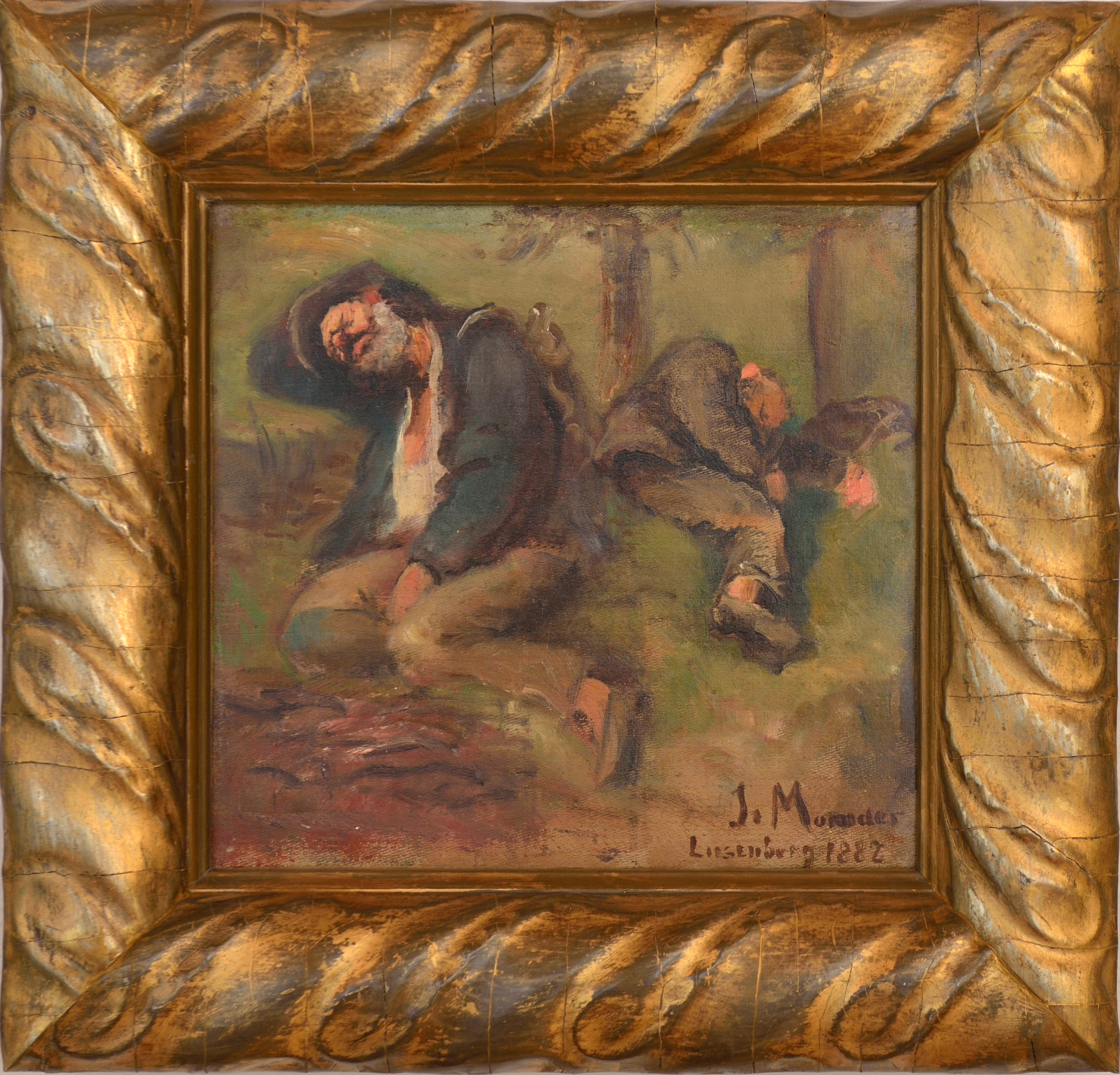
Ubriachi a riposo.
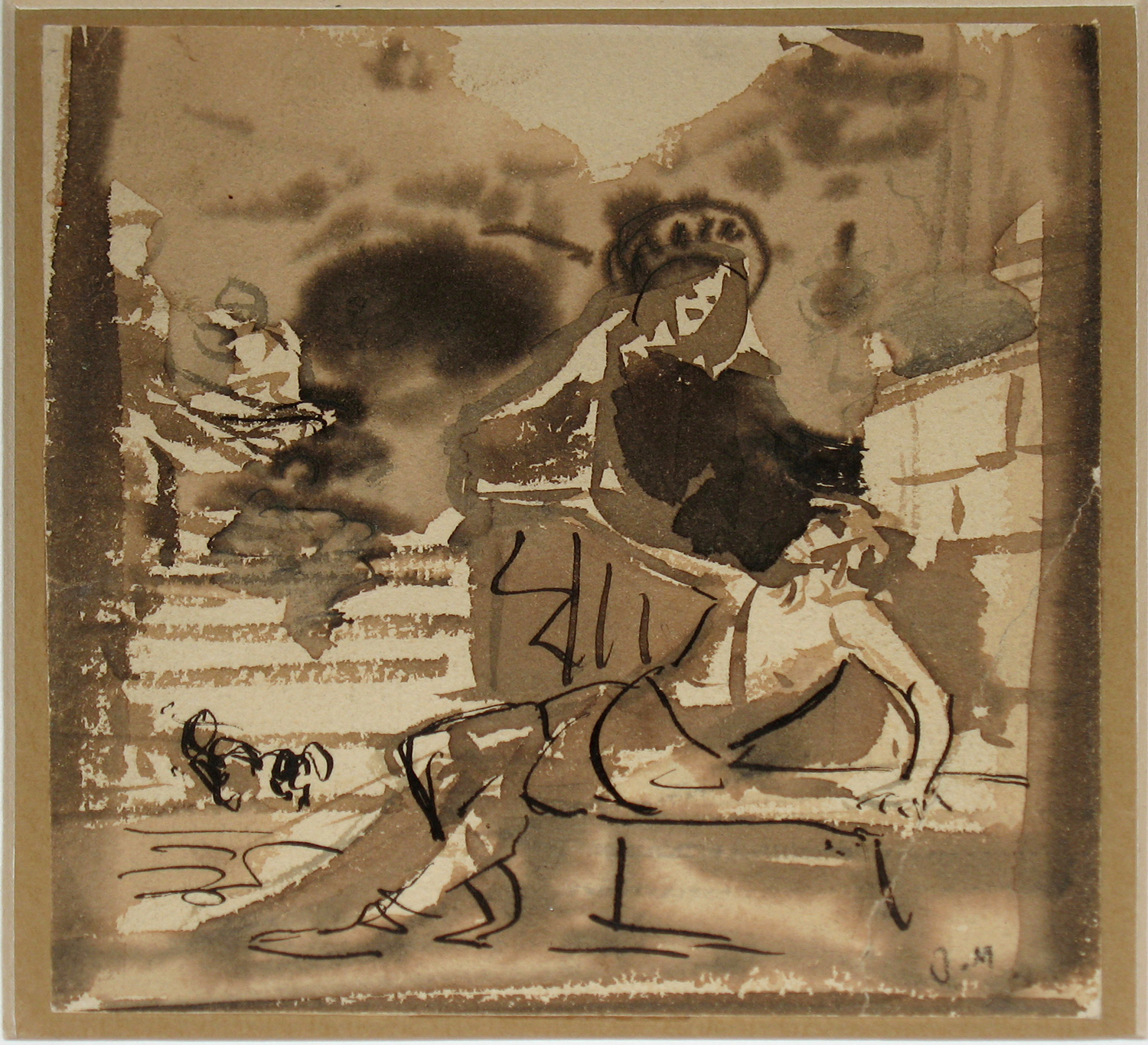
Gouache di Santa Elisabetta.
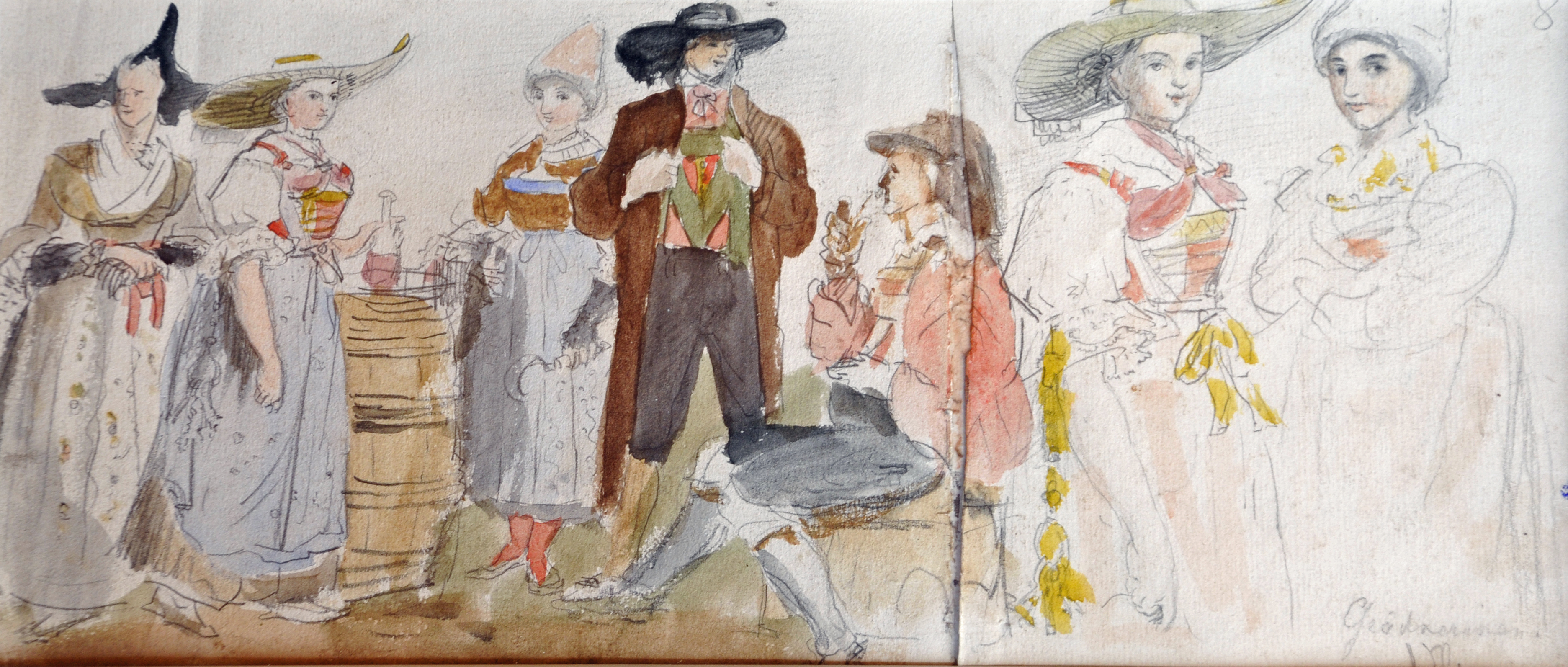
Costumi gardenesi.
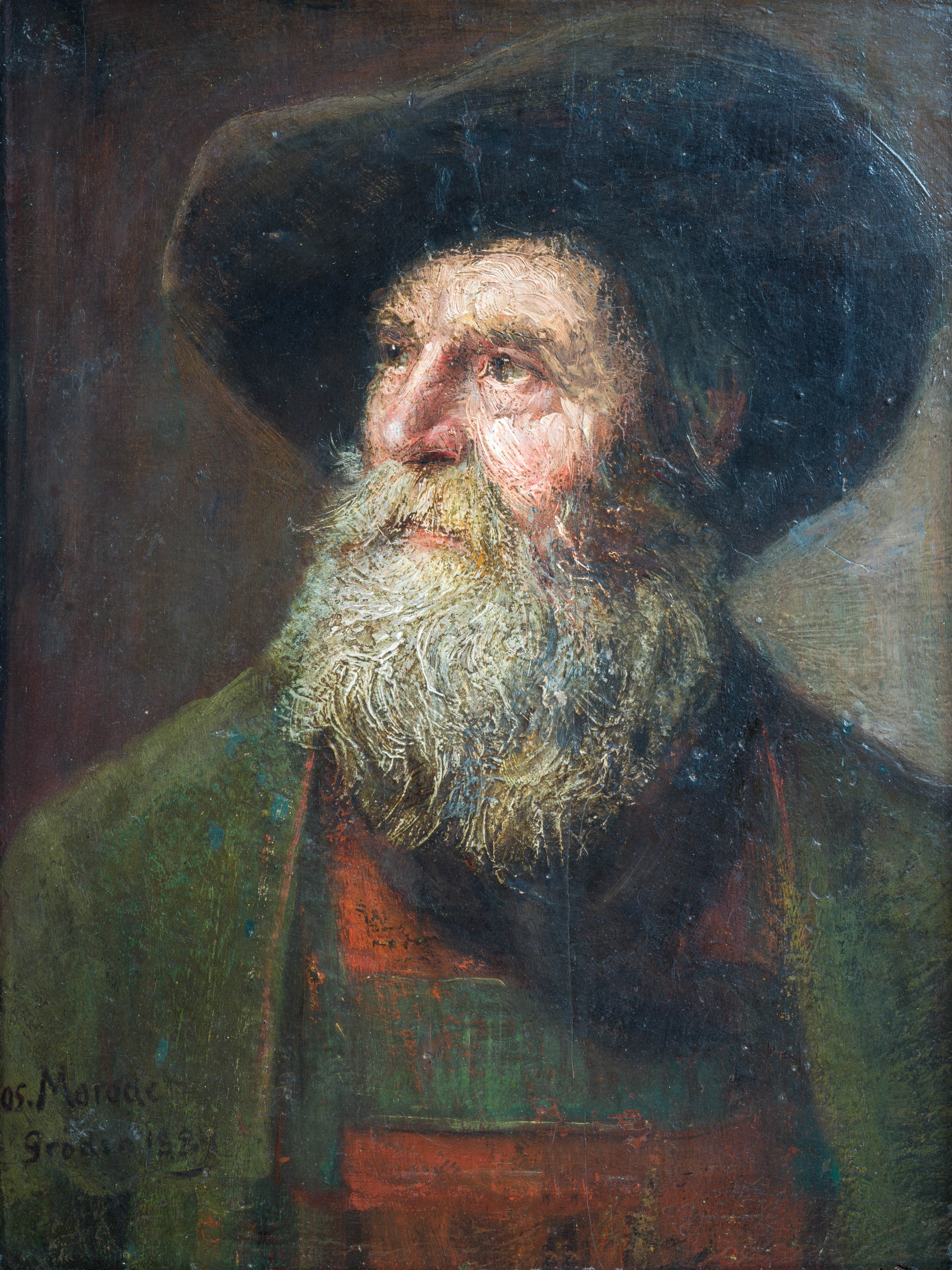
Ritratto del suocero Iuchin Ungerplatzer.
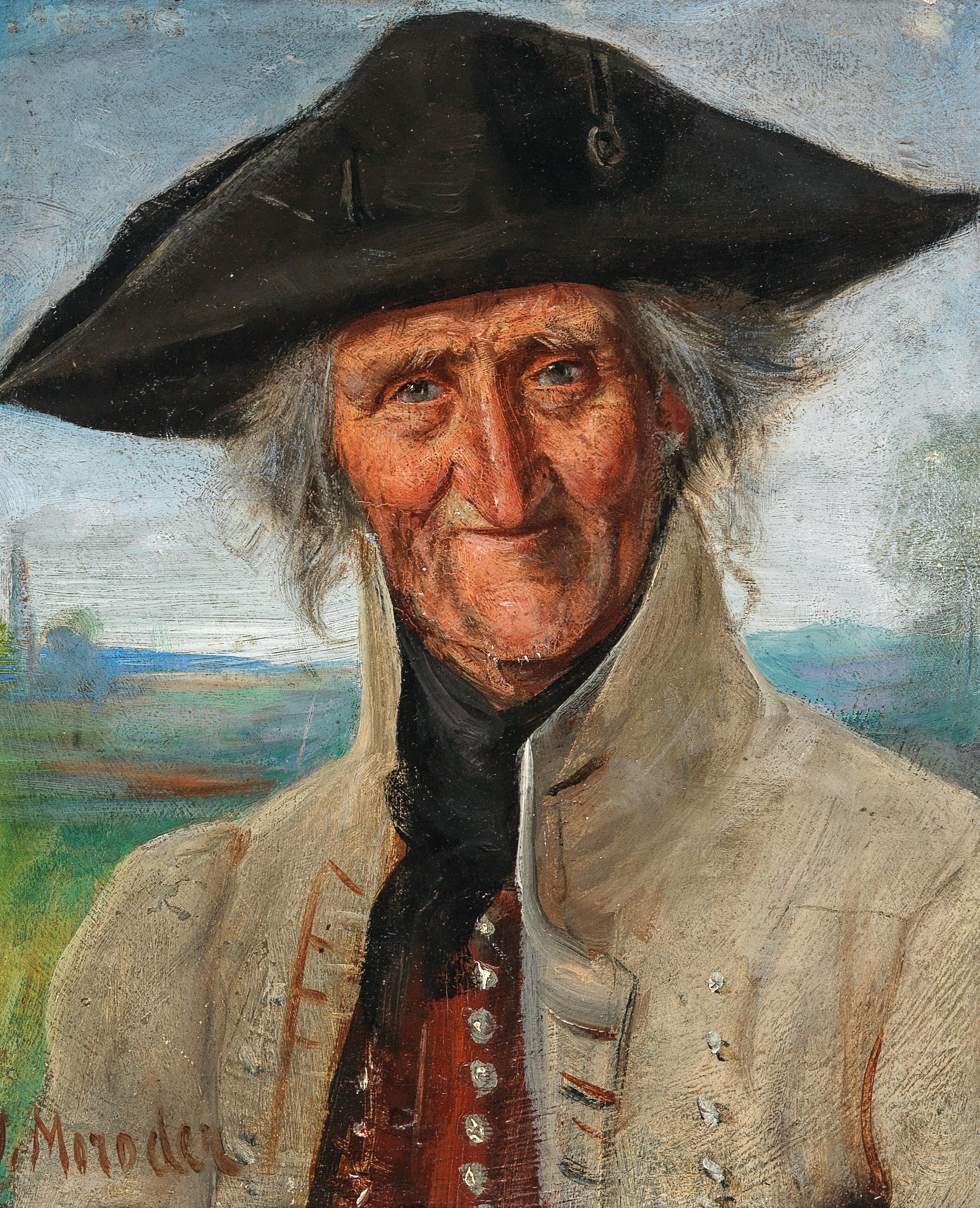
Ritratto di un veterano.

Il Moroder era un attento osservatore della natura, dell'ambiente contadino del maso Scurcià e Jumbierch in cui visse e operò. Descrisse, oltre che nelle pregevoli tele di genere, anche in innumerevoli acquarelli e schizzi eseguiti con matita le persone, la vita paesane ed i suoi numerosi figli e nipoti nella vita quotidiana.
Con una tecnica raffinata d'acquarello creò una serie di ritratti di molte persone caratteristiche per la loro originalità, ritratti molto realistici di vecchi, mendicanti, venditori ambulanti, viandanti, con grande armonia del colore dei volti con gli sfondi. I paesaggi gardenesi, nelle varie stagioni, gli interni di case contadine, masi di montagna sono curati nel minimo dettaglio e rappresentano preziosi documenti storici della vita di allora.

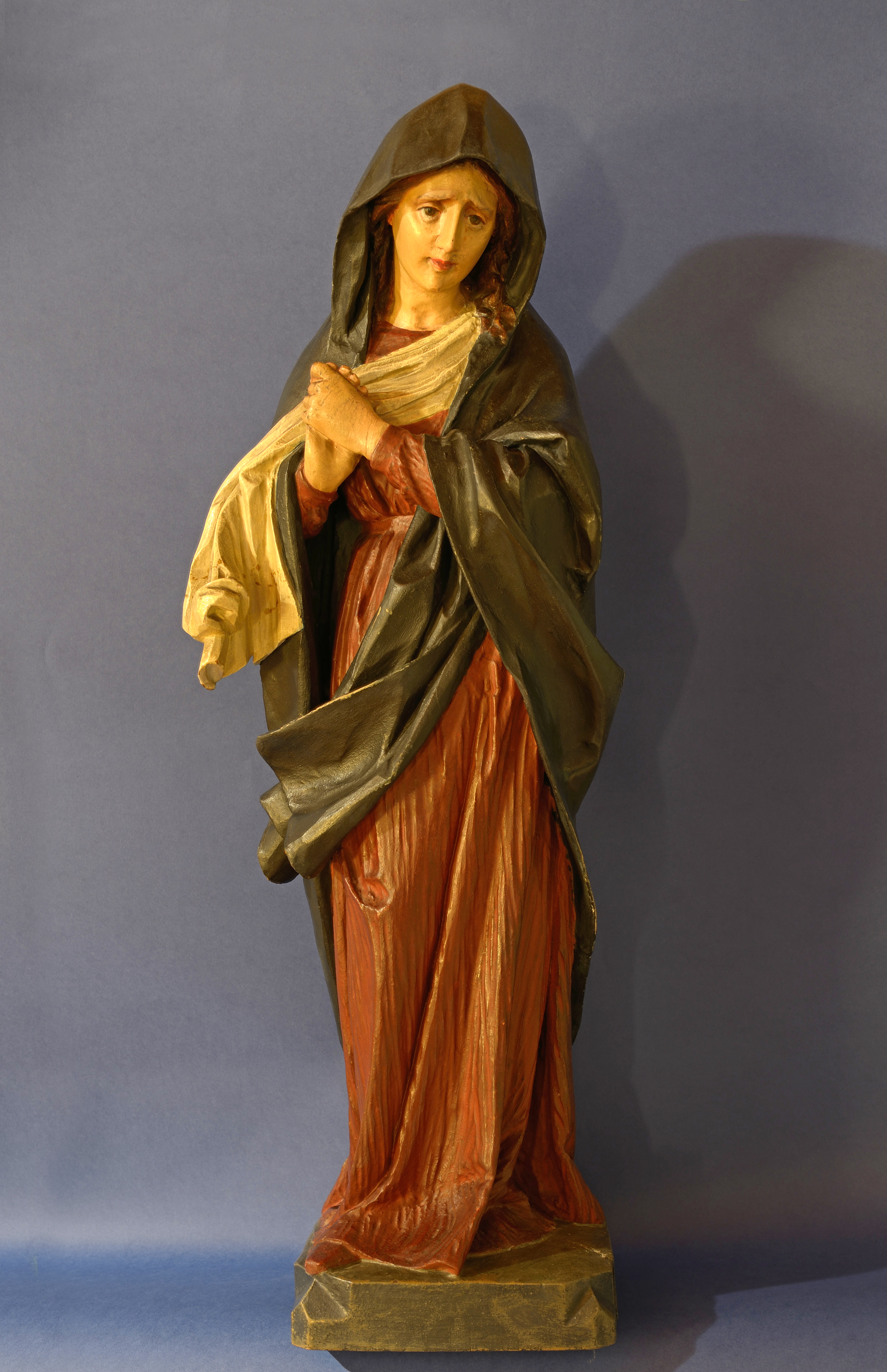
Modello della Maria addolorata nella chiesa parrocchiale di Ortisei.

Le sue opere scultoree, la Vergine Maria con bambino e la Mater Dolorosa del 1893 sono esposte nella chiesa parrocchiale di Ortisei.
Ad Arco nel Trentino si possono vedere le 14 stazioni della via Crucis scolpite dal Moroder nel 1895-1896. Ivi nel santuario "Madonna di Laghel", costruito nel 1700 in stile barocco e che sorge in cima alla ripida Via Crucis fu collocato nel sepolcro il 19 marzo del 1896 il "Gesù morto", opera di Moroder

## Mostre
Nel 1965 vi fu una mostra di 36 quadri del Moroder a Bolzano. Nel 1973 ad Innsbruck ospitó un'importante mostra storica dell'artista seguita da una mostra di acquarelli a Bolzano nel 1985. Nel 1986 e nel 1996 per il 140º e 150º anniversario della nascita di Josef Moroder il Museo della Val Gardena organizzò altre due mostre.
Il Museo della Val Gardena espone ad Ortisei, il luogo natale di Josef Moroder Lusenberg, una collezione permanente di oltre trenta dipinti, acquarelli e disegni del pittore.
Nel Museo Civico di Bolzano sono invece esposte sculture dell'artista di persone in costume tirolese di grandezza naturale.

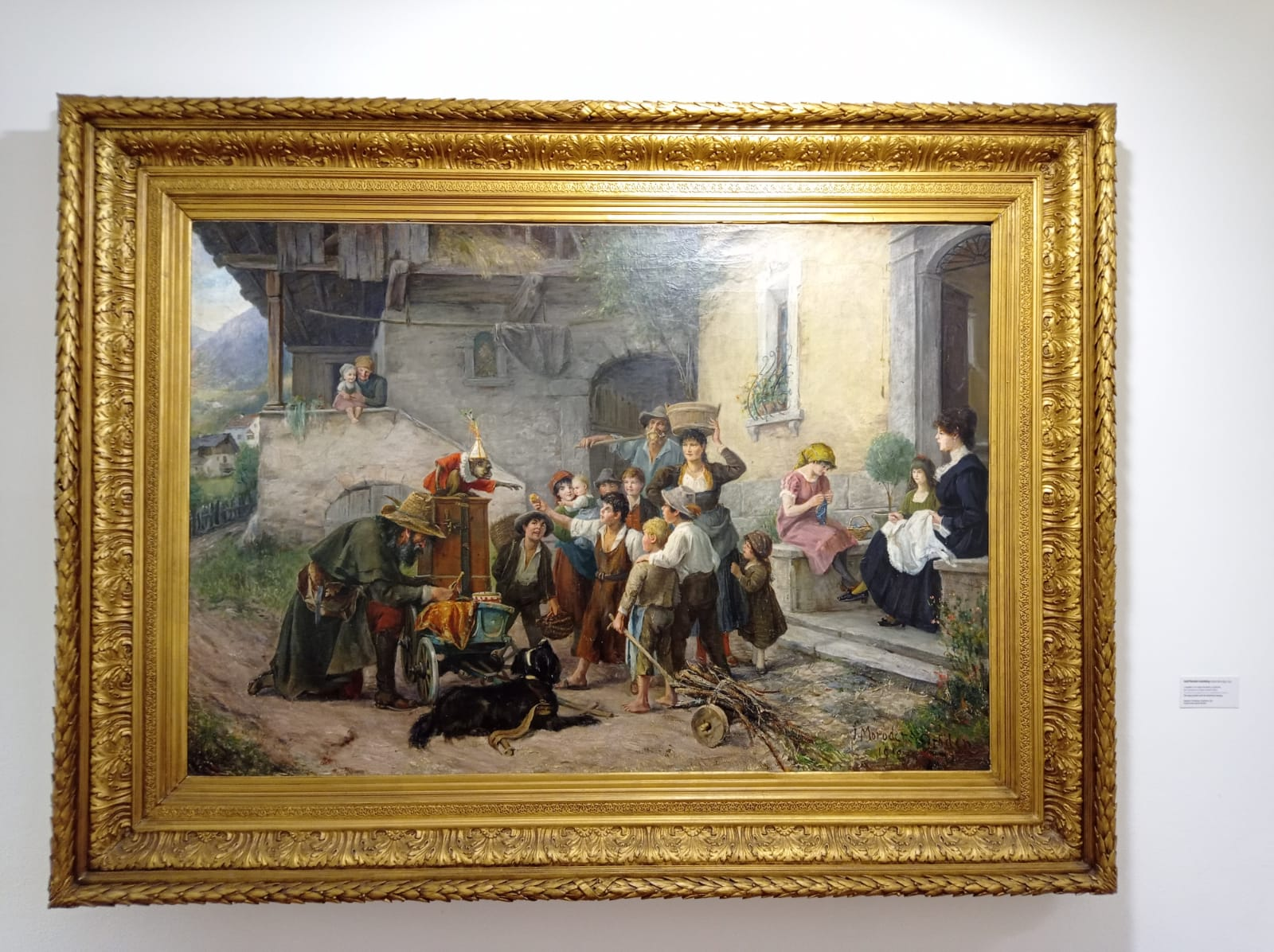
Un quadro dell'artista esposto al Museo della Val Gardena.

Due mostre con 120 opere a Ortisei e 100 opere a Bolzano nel 2009 misero a disposizione del pubblico opere dell'artista provenienti da collezioni private.

## Critica

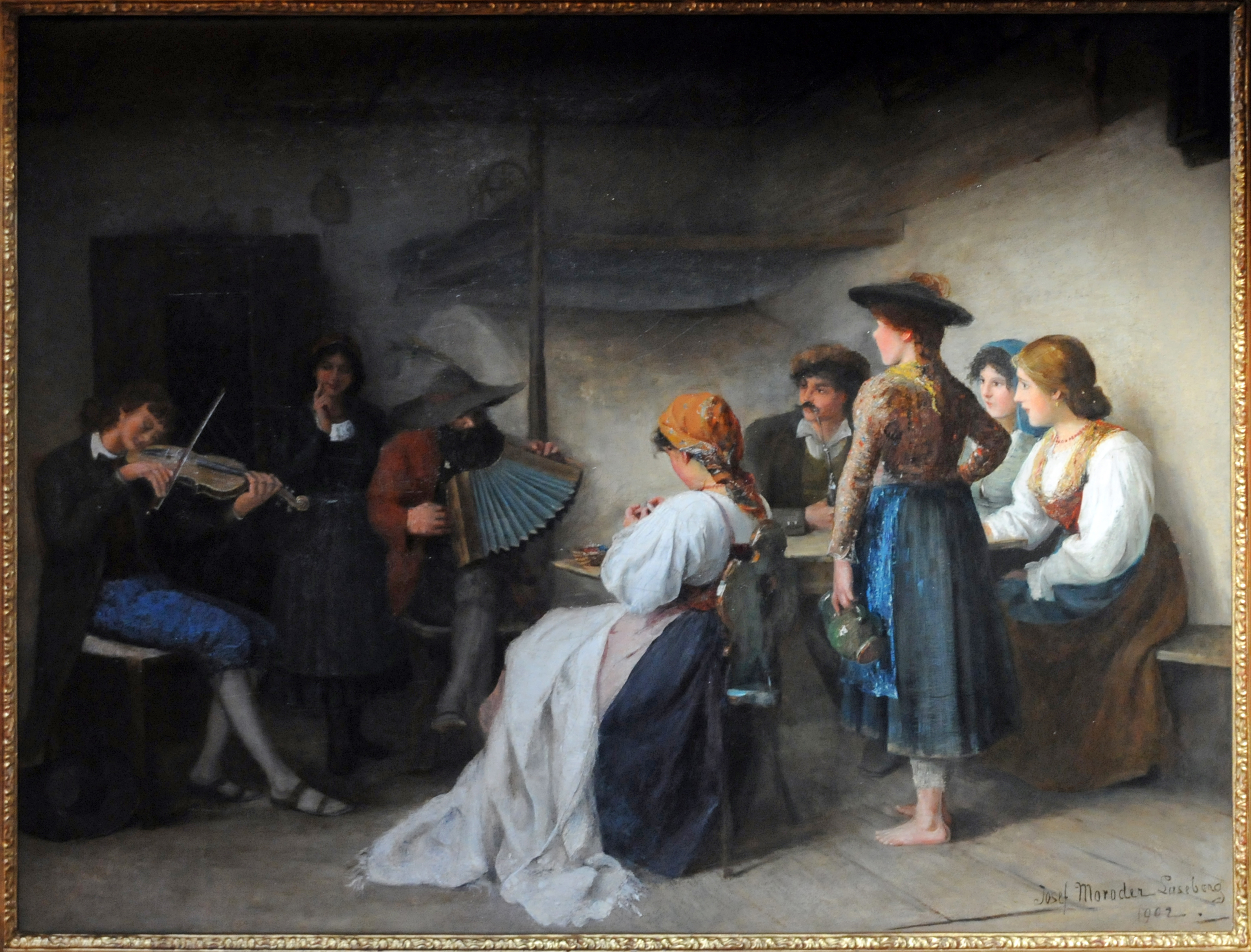
Interno di un maso con musicisti, olio su tela di Lusenberg inscenata nel suo maso antico di Furnes (Ortisei)

Giovanni Testori, nel Corriere della Sera in una serie sul “Genio degli ignoti”, dedica un “ritratto” a Josef Moroder-Lusenberg, in occasione della mostra dei suoi acquarelli Bolzano nel 1985. Testori descrive in un lungo articolo il Lusenberg come ”personalità tanto più commovente e grande, quanto più in vita era stata pudica, riservata, tetragona ... totalmente indifferente a ogni gesto che spostasse la mira della sua arte: che fu nulla più, ma neanche nulla meno, dell'amatissima e strettissima realtà della valle, del paese suo Ortisei”.
Testori nell'esame dell'opera di Josef Moroder si rende conto che, avendo egli frequentato l'Accademia, invece di “un sorprendente naif, come tanti altri, per vero ancora da scoprire, erano e sarebbero usciti lungo il crinale dell'Alpi. Ne venne ...fuori una sorta d'Holbein, inperterritamente dolce e severo: un'Holbein delle cascine, delle rocce, dei masi, dei monti, della loro gente e della loro solitaria grandezza”.
Nel ritratto ad acquerello di Moroder del ”Pitti da Merc”, allegato all'articolo, il Testori vede: ”Sulla linea delle più famose, dolenti effigi anarchiche, del secolo scorso, quella linea che trova uno dei pilastri nel Jean Journet di Coubert e, tuttavia, dieci anni, dicesi dieci, prima di quelle, che Van Gogh avrebbe eseguito a Etten (effigi di fronte alle quali questa di Moroder mostra di non cedere d'un solo millimetro), il Pitti da Merc, nelle sue esigue misure di foglio da carnet, è destinato a collocarsi e restare lì, stupendamente grande, proprio perché completamente umile (e umiliato), a intrigare i metodi cari alle storiografie artistiche in uso”
Il Testori conclude:”Insomma questo stralunato”apotre” gardenese... ci avvisa che, quando tutto sembra già chiarito e rivelato, tutto, nell'arte, va coraggiosamente riaperto. E di ciò sia lodato, con Dio, anche il nostro dimenticatissimo (ma d'ora in avanti osiamo credere, non più) Josef Moroder Lusenberg; e la serie che, prima o poi, anche le grandi Capitali dovranno decidersi a mettere in mostra, dei suoi inarrivabili acquarelli.”
Sybille-Karin Moser, analizzando il quadretto “L'ultimo bacio ad Annamaria 29. Juni 1874”, commenta così:
“Non si percepisce nulla di quella che potrebbe essere stata la influenza di Defregger, la composizione ricorda il primo Manet ... o anche il primo Munch... ma è certo che con questo quadretto il Moroder dimostra di essere un moderno.”